# 9lokkNine
Jacquavius Dennard Smith (ur. 1 maja 2000 w Orlando), zawodowo znany jako 9lokkNine (wymawiane jako GlokkNine) – amerykański raper. Najbardziej znany jest ze swojego utworu „10 Percent”, który został odtworzony ponad 30 milionów wyświetleń na YouTube oraz z utworu „223's” z YNW Melly, który zajął 34. miejsce na liście Billboard Hot 100.

## Kariera
9lokkNine wydał swój pierwszy mixtape, Kold Face Kold Case z dziewięcioma utworami 2 stycznia 2018 r. Swój drugi mixtape, Bloodshells Revenge z 18 utworami wydał 17 kwietnia 2018 r. 8 maja 2018 r. 9lokkNine wydał teledysk do jego singla „I Don’t Need No Help”. 23 lipca 2018 wydał swój 17-utworowy mixtape Loyalty Kill Love. W dniu 3 sierpnia 2018 roku podpisał kontrakt z Cash Money Records i Republic Records. 19 grudnia 2018 wydał 11-utworowy mixtape Lil Glokk That Stole Christmas. W kwietniu 2019 roku 9lokkNine wydał singiel „Party Pooper”. 9lokkNine pojawił się w utworze YNW Melly’ego zatytułowanym „223's”. Piosenka stała się sensacją, została spopularyzowana głównie przez aplikację TikTok.

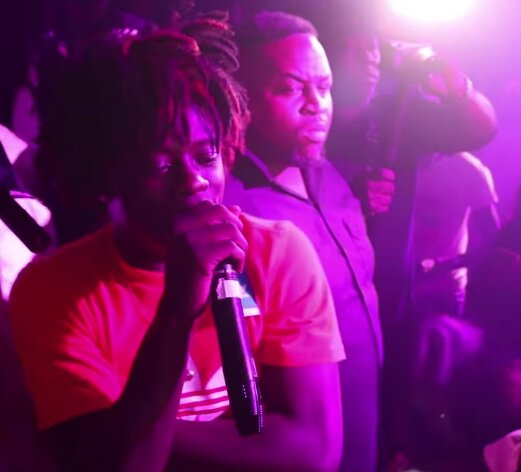
9lokkNine podczas koncertu w 2018

25 października 2019 9lokkNine wydał swój 16-utworowy mixtape Mind of Destruction. 5 lutego 2020 wydał swój singiel „Moods”.

### Występy na żywo
9lokkNine wystąpił na Rolling Loud Festival w dniu 13 maja 2018 roku w Miami na Florydzie, dzieląc scenę z takimi raperami jak między innymi Lil Pump, J. Cole, Travis Scott i Future.

## Problemy prawne
We wrześniu 2015 roku 15-letni wówczas 9lokkNine został aresztowany w związku ze strzelaniną, w wyniku której pewien 17-latek trafił do szpitala. Smith został oskarżony o pobicie oraz posiadanie broni palnej, a także naruszenie warunków zawieszenia. Następnie został osadzony w regionalnym areszcie dla nieletnich w Orange.
W dniu 3 października 2018 9lokkNine został aresztowany pod kilkoma zarzutami, w tym posiadania broni przez skazanego, kradzieży trzeciego stopnia i posiadania marihuany.
W dniu 31 maja 2019 roku 9lokkNine został aresztowany w Orlando na Florydzie i oskarżony o liczne zarzuty, w tym posiadanie marihuany i posiadanie broni palnej.
3 stycznia 2020 9lokkNine został aresztowany w Miami na Florydzie i oskarżony o noszenie przy sobie ukrytej broni.
24 lipca 2020 roku został aresztowany w Orlando i oskarżony o usiłowanie zabójstwa drugiego stopnia.
W dniu 8 października 2020 roku został aresztowany w Orlando i oskarżony o zarzut posiadania broni palnej przez skazanego.
W styczniu 2021 został oskarżony o wielokrotne usiłowanie zabójstwa drugiego stopnia i o racketeering.

## Dyskografia

### Mixtape’y
- Bloodshells Revenge (2018)
- Loyalty Kill Love (2018)
- Lil Glokk That Stole Khristmas (2018)
- Mind of Destruction (2019)

### Single
- „10 Percent”
- „Blatt”
- „I Don’t Need No Help”
- „Crayola”
- „Leonardo Da G9"
- „Party Pooper”
- „Boot Up”
- „Az-Za”
- „Beef” (feat. NLE Choppa i Murda Beatz)
- „Moods”